# アニ・ヴァーダニャン
アニ・ヴァーダニャン(アルメニア語: Անի Վարդանյան, 英語: Ani Vardanyan, 1991年5月15日 - )は、ソビエト連邦出身の女性、アルメニアのフィギュアスケート選手(女子シングル)。
2009年ヨーロッパフィギュアスケート選手権アルメニア代表。

## 経歴
1991年ソビエト連邦アルメニアエレバン生まれ。
2005年にISUジュニアグランプリソフィア杯で国際競技会に初出場。翌シーズンまでジュニアクラスの国際競技会に出場する。
1シーズン置いた2009年、アルメニア代表として2009年ヨーロッパフィギュアスケート選手権に出場し、以降競技から離れる。

## 主な戦績
| 大会/年              | 2005-06 | 2006-07 | 2007-08 | 2008-09 |
| -------------------- | ------- | ------- | ------- | ------- |
| 欧州選手権           |         |         |         | 40      |
| 世界Jr.選手権        | Q       | 51      |         |         |
| JGP ソフィア杯       | 31      |         |         |         |
| ガルデナスプリング杯 |         | 11 J    |         |         |

- Q - 予選落ち

### 詳細
| 2009-2010 シーズン   |                                                        |          |    |      |
| 開催日               | 大会名                                                 | SP       | FS | 結果 |
| 2009年1月20日 - 25日 | 2009年ヨーロッパフィギュアスケート選手権（ヘルシンキ） | 40 18.62 | -  | 40   |

| 2007-2008 シーズン     |                                                                  |          |          |          |
| 開催日                 | 大会名                                                           | SP       | FS       | 結果     |
| 2007年3月29日 - 30日   | ガルデナスプリング杯 ジュニアクラス （セルヴァ・ガルデーナ）     | 11 18.66 | 11 31.67 | 11 50.33 |
| 2007年2月26日 - 3月4日 | 2007年世界ジュニアフィギュアスケート選手権（オーベルストドルフ） | 51 22.75 | -        | 51       |

| 2005-2006 シーズン    |                                                            |          |          |          |          |
| 開催日                | 大会名                                                     | 予選     | SP       | FS       | 結果     |
| 2006年3月6日-12日     | 2006年世界ジュニアフィギュアスケート選手権（リュブリャナ） | 26 35.72 | -        | -        | 予選落ち |
| 2005年9月29日-10月2日 | ISUジュニアグランプリ ソフィア杯（ソフィア）               | -        | 31 16.90 | 30 30.82 | 31 47.72 |